# Phytotelma

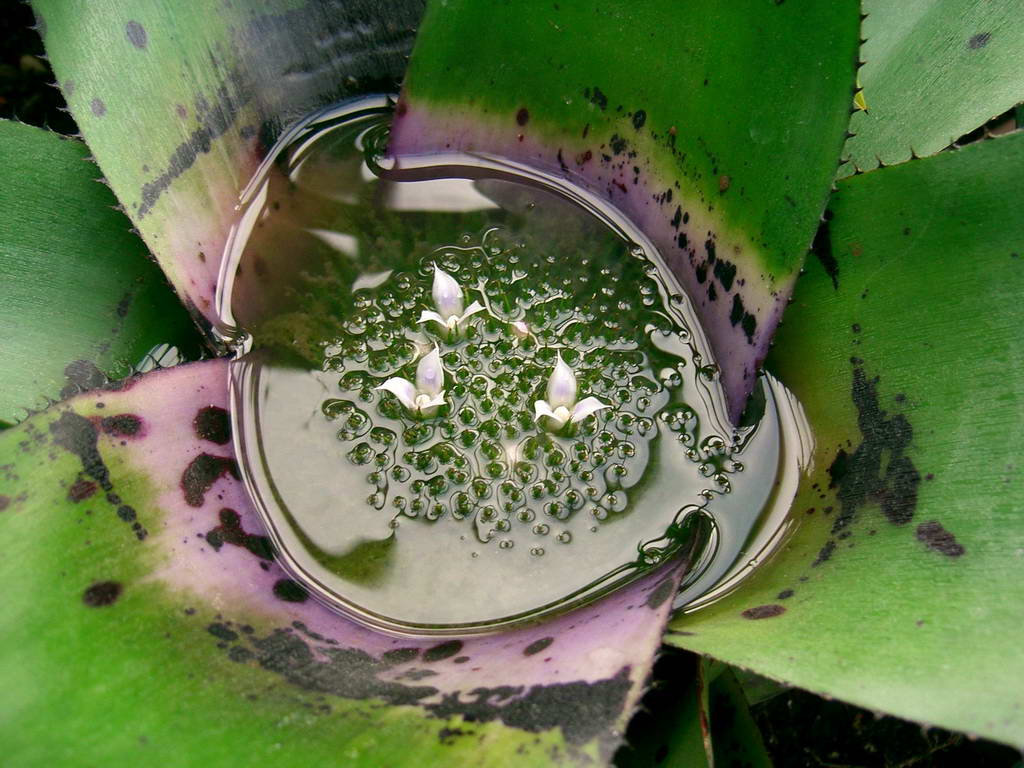
Phytotelmata vormen zich vaak in bromelia's, zoals deze Neoregelia concentrica.

Een phytotelma (meervoud phytotelmata) is een waterreservoir verzameld in een landplant, meestal bestaande uit regenwater. Phytotelmata komen voornamelijk voor in bromelia's, heliconia's, bekerplanten, boomholtes en op de oppervlakten van bladeren.
Een phytotelma kan fungeren als leefgebied voor de hierop aangepaste flora en fauna. Een aantal organismen is afhankelijk van phytotelmata tijdens hun eerste levensstadium, zoals veel muggen- en kikkersoorten.